# آدم ويد (طبال)
آدم ويد (بالإنجليزية: Adam Wade)‏ هو طبال أمريكي، ولد في 3 يوليو 1968 في واشنطن العاصمة في الولايات المتحدة.

## وصلات خارجية
- آدم ويد على موقع ميوزك برينز (الإنجليزية)
- آدم ويد على موقع أول ميوزيك (الإنجليزية)
- آدم ويد على موقع ديسكوغز (الإنجليزية)